# 에릭 피터스 (양궁 선수)
에릭 린펭 피터스(영어: Eric Lingfeng Peters, 1997년 5월 30일~)는 캐나다의 양궁 선수이며, 주종목은 리커브이다. 2024년 하계 올림픽에 참가했고 2023년 세계 선수권 대회에서 남자 리커브 개인전 은메달을 획득했다.